# Passagen in Brüssel
Die Passagen in Brüssel befinden sich im Zentrum der belgischen Hauptstadt, und sind mit Glasdächern überdachte Fußgängerbereiche, an denen Läden liegen.

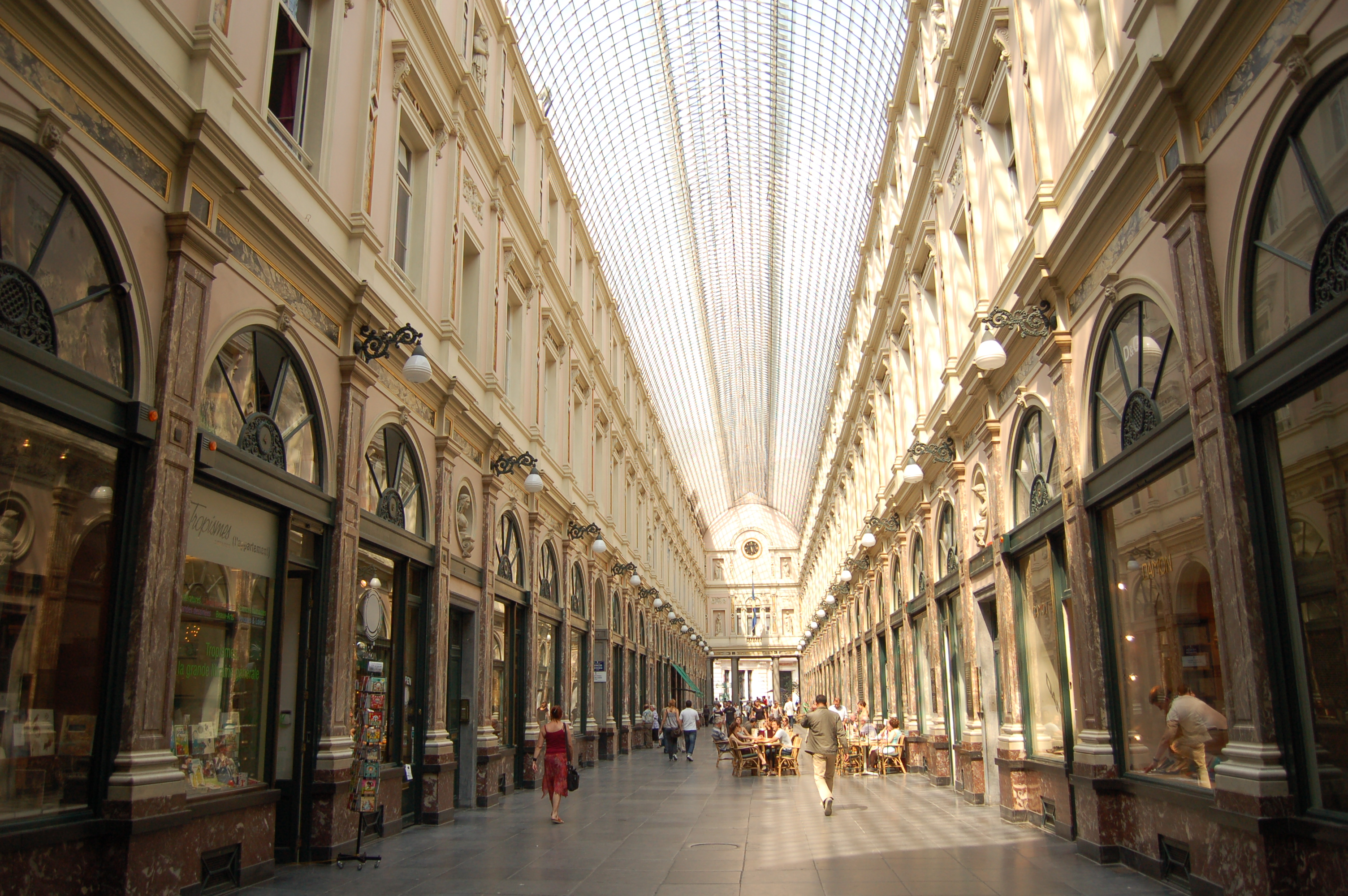
Galleries Royales Saint-Hubert

## Geschichte
Die meisten dieser Passagen wurden in der ersten Hälfte des 19. Jahrhunderts errichtet. Brüssel hatte um 1850 etwa 50 solcher Passagen, von denen die meisten noch existieren. 

## Liste der Passagen in Brüssel
| Name                                                                                             | Baulich fertiggestellt                                  | Bild           |
| ------------------------------------------------------------------------------------------------ | ------------------------------------------------------- | -------------- |
| Galerie Bortier (Galerie Bortier / Bortiergalerij)                                               | 1847                                                    | weitere Bilder |
| Zentrumsgalerie (Galerie du centre / Centrumgalerij)                                             | 1952                                                    |                |
| Galerie Horta (Galerie Horta / Hortagalerij)                                                     | Ursprünglich entworfen von Victor Horta, 2009 umgebaut. | weitere Bilder |
| Galeries Royal Saint-Hubert (Galeries Royales Saint-Hubert / Koninklijke Sint-Hubertusgalerijen) | 1846                                                    | weitere Bilder |
| Nordpassage (Passage du Nord / Noorddoorgang)                                                    | 1882                                                    | weitere Bilder |
| Galerie Ravenstein (Galerie Ravenstein / Ravensteingalerij)                                      | 1958                                                    | weitere Bilder |

## Bibliografie
- Johann Friedrich Geist: Passagen. Ein Bautyp des 19. Jahrhunderts. 4. Auflage. Prestel, München 1982, ISBN 3-7913-0487-9.